# Злота-Весь
Злота-Весь (пол. Złota Wieś) — село в Польщі, у гміні Чарна-Білостоцька Білостоцького повіту Підляського воєводства.
Населення — 40 осіб (2011).
У 1975-1998 роках село належало до Білостоцького воєводства.

## Демографія
Демографічна структура станом на 31 березня 2011 року:
|          | Загалом | Допрацездатний вік | Працездатний вік | Постпрацездатний вік |
| -------- | ------- | ------------------ | ---------------- | -------------------- |
| Чоловіки | 23      | 5                  | 15               | 3                    |
| Жінки    | 17      | 1                  | 13               | 3                    |
| Разом    | 40      | 6                  | 28               | 6                    |